# حقائق منزلية (رواية)
حقائق منزلية (بالإنجليزية: Home Truths)‏ هي رواية للكاتب البريطاني ديفيد لودج، نشرت عام 1999، عن دار نشر سيكر آند واربرغ.